# Каммингс, Вероника
Вероника Каммингс (англ. Veronica Cummings; род. 29 марта 1973) — гуамская пловчиха. Участница летних Олимпийских игр 1988 года, чемпионка Тихоокеанского региона 1985 года, чемпионка Южнотихоокеанских игр 1987 года. Первая женщина, представлявшая Гуам на Олимпийских играх.

## Биография
Вероника Каммингс родилась 29 марта 1973 года.
В 1985 году в 12-летнем возрасте завоевала золотую медаль Тихоокеанского чемпионата по плаванию в Токио, победив на дистанции 100 метров вольным стилем.
В 1987 году завоевала золотую медаль Южнотихоокеанских игр в Нумеа в эстафете 4х100 метров вольным стилем.
В 1988 году вошла в состав сборной Гуама на летних Олимпийских играх в Сеуле. На дистанции 50 метров вольным стилем заняла 43-е место, показав результат 28,94 секунды и уступив 3,45 секунды завоевавшей золото Кристин Отто из ГДР. На дистанции 100 метров вольным стилем заняла 50-е место, показав результат 1 минута 2,63 секунды и уступив 7,70 секунды завоевавшей золото Кристин Отто.
Каммингс стала первой женщиной, представлявшей Гуам на Олимпийских играх.
В 1991 году участвовала в чемпионате мира в Перте. На дистанции 100 метров вольным стилем заняла предпоследнее, 35-е место с результатом 1.02,99.